# 法海 (沩仰宗)
法海（?—?），俗名裴文德，唐朝狀元，宰相裴休之子，修頭陀行，人稱裴頭陀，後拜溈山靈祐為師，成為禪門溈仰宗僧人。
《鎮江府志》：裴頭陀，生時胎裡素，天姿聰穎，唐朝相國裴休之子。裴休作文送他出家，行頭陀行，精煉形神，清凈持齋， 來到潤州金山重興寺廟，寺的北邊有蟒蛇，頭陀入洞內打禪，蟒蛇就走了。挖到黃金數鎰，協助修建。寺廟蓋成，竟然不之所蹤。
宋朝宰相張商英詩曰：「半間石室安禪地，蓋代功名不易磨，白蟒化龍歸海去，岩中留下老頭陀。」
《金山志略》：「金山有佛寺，建於晉太寧中，名澤心寺。到了唐代有裴頭陀斷臂發誓要重開山。」

## 文化形象
《白蛇傳》角色法海的原型即來自於此。不過故事中的法海，為一個不通情理而頑固的僧侶，許多讀者都憎厭法海，並時常戲謔法海，如2013年中國藝人龔琳娜的歌曲《法海你不懂愛》，涉及戲謔法海，遭到佛教界抗議，引发法海事件。
2017年，胡国瀚所執导的网络电影《缉妖法海传》，剧中裴文德为一位爱上妖怪的捉妖师。由于扮演裴文德的白宇在2018年爆红，故使此作品在当年7月上映时，成为受人关注的电影。